# Parnassia tibetana
Parnassia tibetana là một loài thực vật có hoa trong họ Dây gối. Loài này được Z.P. Jien ex T.C. Ku mô tả khoa học đầu tiên năm 1987.